# Федерація авіаційного спорту України
Федера́ція авіаці́йного спо́рту Украї́ни (ФАСУ) — національна федерація авіаційного спорту України, всеукраїнське громадське об'єднання, покликане сприяти розвитку повітроплавання, авіації і космонавтики. Є офіційним представником України у Міжнародній авіаційній федерації (FAI).

## Керівництво
- Президент ФАС: Галуненко Олександр Васильович
- 1-й віце-президент: Білас Іван Григорович
- Віце-президент: Павленко Василь Іванович
- Віце-президент: Яковлев Юрій
- Генеральний секретар: Руснак Василь Степанович

## Учасники
До складу ФАС України як колективні члени входять десять федерацій з різних видів авіаційного спорту:
- Федерація парашутного спорту України
- Федерація літакового спорту України
- Федерація парапланеризму України
- Федерація дельтапланерного спорту України
- Федерація планерного спорту України
- Федерація вертолітного спорту України
- Федерація авіамодельного спорту України
- Федерація ракетомодельного спорту України
- Федерація повітроплавання України
- Федерація надлегкої авіації України